# Robert W. Parry
Robert W. Parry (1er octobre 1917 - 1er décembre 2006) est un chimiste américain.

## Biographie
Il est professeur de chimie à l'université du Michigan et à l'université de l'Utah. Parry est président de l'American Chemical Society en 1982. Il reçoit la médaille Priestley en 1993,.